# Hüttau
Hüttau est une commune autrichienne du district de Sankt Johann im Pongau dans l'État de Salzbourg.

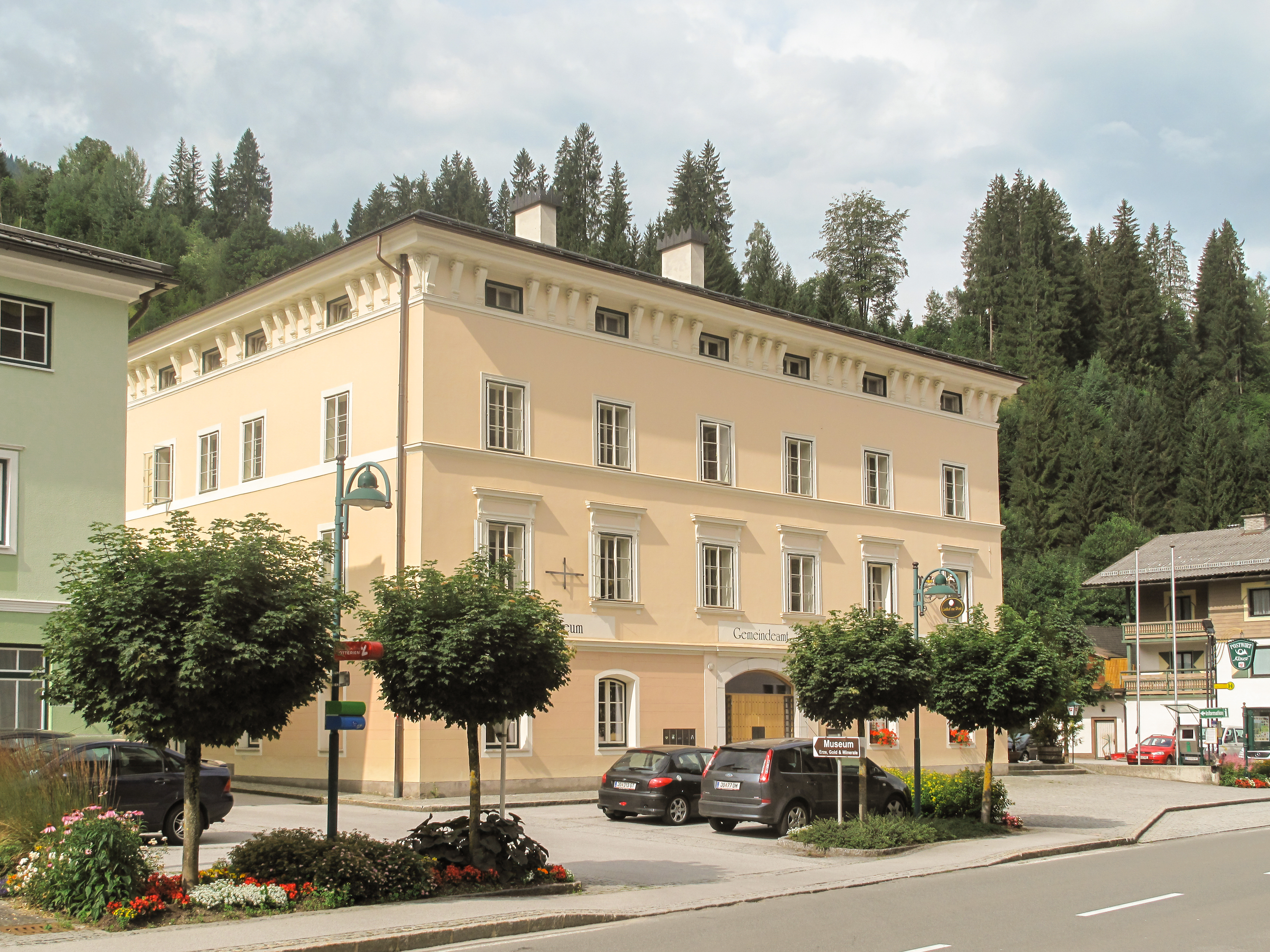
Hüttau, l'hôtel de ville